# Italiaanse Oorlog (1494-1498)
De Eerste Italiaanse Oorlog (1494 – 95), soms Italiaanse Oorlog van 1494 genoemd, was de openingsfase van de Italiaanse Oorlogen, waarin de rivaliteit tussen het huis Valois en het huis Habsburg centraal stond. In de oorlog stond Karel VIII van Frankrijk, aanvankelijk met Milanese steun, tegen het Heilige Roomse Rijk, Spanje, Engeland en een alliantie van Italiaanse krachten onder leiding van paus Alexander VI.

## Aanloop
Paus Innocentius VIII had Ferdinand I van Napels op 11 september 1489 in de ban gedaan naar aanleiding van de weigering om pauselijke belasting te betalen en bood het koninkrijk Napels aan Karel VIII aan. Hoewel Innocentius Ferdinand in 1492 in ere herstelde, bleef het aanbod dreigend hangen in de Italiaanse politiek.
Ludovico Sforza, die op 21 oktober 1494 eindelijk officieel heerser werd van het hertogdom Milaan, kwam in conflict met Alfons II van Napels, sinds januari de koning van Napels, die aanspraak maakte op het hertogdom. Sforza besloot om deze dreiging het hoofd te bieden door Karel VIII aan te sporen zich met de zaak te bemoeien, vanwege de aanspraak die deze via René I van Anjou van de lijn van het Huis Anjou-Sicilië kon maken.
Karel had ondertussen de ambitie om Italië te veroveren en van daaruit de Ottomanen uit Constantinopel te verdrijven dat zij in 1453 hadden ingenomen. Hij werd hierin aangemoedigd door zijn rechterhand Étienne de Vesc, verzamelde een groot leger, waaronder het eerste voor die tijd enorme aantal van 40 stukken geschut, en viel het schiereiland binnen. Florence werd zonder veel moeite veroverd, doordat Piero niet in staat was een effectief verzet te organiseren. Onder invloed van Savonarola werd Piero verbannen. In februari 1495 bereikten de Fransen Napels dat zonder beleg genomen werd.

## Liga van Venetië
De snelheid van de Franse opmars en de brutaliteit van hun aanvallen op steden, zorgden voor een grote schok in de rest van Italië. Sforza realiseerde zich dat Karel ook aanspraak maakte op Milaan en het waarschijnlijk niet bij de annexatie van Napels zou blijven. Hierop richtte hij zich tot paus Alexander VI. Deze probeerde heerlijkheden voor zijn kinderen te regelen en zorgde voor de oprichting van een alliantie op 31 maart 1495, bekend als de Heilige Liga van 1495 of Liga van Venetië. Hierin waren een aantal opponenten van de Franse hegemonie verenigd; de paus, Ferdinand van Aragon die ook koning van Sicilië was, keizer Maximiliaan I, Sforza in Milaan, Engeland en de republiek Venetië - die waarschijnlijk toetrad om het Ottomaanse Rijk te kunnen weerstaan. Deze alliantie verzamelde een leger onder condottiero Francesco II Gonzaga.
Om niet ingesloten te raken trok Karel noordelijk naar Lombardije, waar op 6 juli 1495 de Slag bij Fornovo werd geleverd. Zijn nederlaag daar was niet beslissend, maar hij was daardoor wel gedwongen veel van de buit achter te laten en terug te keren naar Frankrijk. De koning was echter wel onder de indruk van de kunsten in Italië, zodat de oorlog zorgde voor een snellere verspreiding van de Renaissance in Frankrijk. Karel stierf op 7 april 1498 voordat hij een nieuw leger kon samenstellen om terug te keren naar Italië. Op 5 augustus 1498 werd het Verdrag van Marcoussis afgesloten tussen Spanje en Frankrijk.
Italiaanse Oorlog (1494-1498) · Italiaanse Oorlog (1499-1504) · Oorlog van de Liga van Kamerijk (1508-1516) · Oorlog van Urbino (1517) · Italiaanse Oorlog (1521-1526) · Oorlog van de Liga van Cognac (1526-1536) · Italiaanse Oorlog (1535-1538) · Italiaanse Oorlog (1542-1546) · Italiaanse Oorlog (1551-1559)